# 子良 (大季氏)
子良（？—？），姬姓，大季氏，字子良，又称大季子良，中国春秋时期郑国的公孙。郑穆公之孙，士子孔之子。
前554年，公子嘉（字子孔）执政独断专行，国人要追究西宫之难和纯门之战的罪责，公子嘉便带领自己的和然丹（子然之子，字子革）的、大季子良的甲士保卫自己。八月十一，公孙舍之（字子展，罕氏）、公孙夏（字子西，驷氏）率领国人进攻，杀了公子嘉并瓜分他的家财和采邑。子革与大季子良出奔楚国，后子革为右尹。